# Hospital Verge de la Cinta
El Hospital de Tortosa Verge de la Cinta, llamado anteriormente como Residencia Sanitaria Verge de la Cinta, es un hospital de Tortosa (Tarragona) que está incluido en el Inventario del Patrimonio Arquitectónico de Cataluña. En 2011 privatizó el servicio de cocina.

## Descripción
El edificio, conformado por diferentes cuerpos rectangulares adosados e intercomunicados entre sí, de diferentes alturas (oscila entre las dos y las seis plantas), dispone de sótanos donde, entre otros servicios, se sitúa el servicio de urgencias. En las plantas inferiores se encuentran las consultas externas, la cafetería y otros servicios complementarios, y por el resto del edificio se reparten las habitaciones. En el exterior, la superposición de plantas se refleja mediante la alternancia de sectores horizontales de muro, enlucidos y pintados, y otros donde se sitúan las ventanas. La distribución en planta de los cuerpos, que conforma un perímetro bastante irregular, busca aprovechar al máximo la luz natural, sin tener que construir patios interiores. La zona del paseo cercano aprovecha los espacios de los antiguos fuertes de Cristo, la Victoria y Carme. Dispone de helipuerto, una pequeña pista de aterrizaje para helicópteros.
Se accede a través de la carretera Simpática, que se dirige también a la Ermita de Nuestra Señora de la Providencia y del Coll del Alba. A pie se accede desde el barrio del Garrofer, sobre el cual se sitúa.

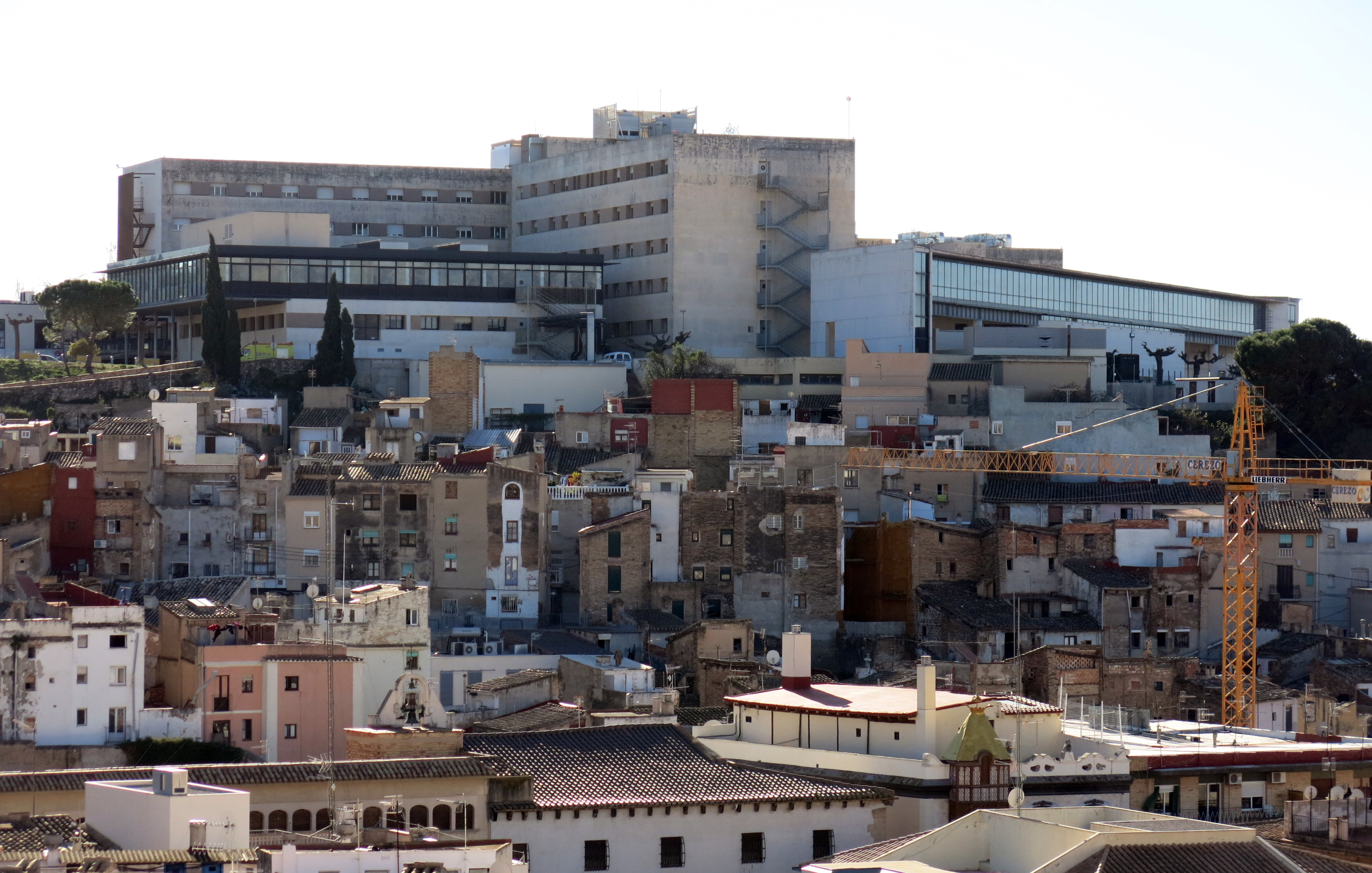
Residencia Sanitaria Verge de la Cinta desde el mirador al pie de la Suda

## Historia
En el lugar que ocupa hoy la residencia existían antiguos cuarteles del Ejército, construidos durante la Guerra de la Independencia. La explanada recibe el nombre de plà de les Sitges porque se encontraron diferentes sillares prehistóricos, ahora desaparecidos.
El día 22 de noviembre de 1976 abrió las puertas el Hospital de Tortosa Virgen de la Cinta, con el nombre de Residencia Sanitaria Virgen de la Cinta, el primer centro hospitalario de titularidad pública que se construyó en el territorio, y actualmente un referente para la población de las Tierras del Ebro como centro sanitario y asistencial. El Hospital de Tortosa Virgen de la Cinta es el centro hospitalario de referencia de la sanidad pública a las Tierras del Ebro. Su gestión corresponde al Instituto Catalán de la Salud (ICS) y forma parte de la red Hospitalaria XHUP.
En enero de 2018 estrenó nuevo Hospital de día, una unidad de atención especializada y administración de tratamientos sin ingreso. La nueva área tiene una superficie de 426 m² y corresponde a una primera fase que ha supuesto una inversión de 250.000 euros e incluye zona de recepción de pacientes, sala de espera, 14 boxes de tratamiento, 4 consultas de oncología, 2 de hematología y una consulta de enfermería.